# Stephansplatz (Wien)
Der Wiener Stephansplatz ist sowohl das städtische wie auch das geographische Zentrum der österreichischen Bundeshauptstadt. Innerhalb des ersten Bezirks (Innere Stadt) und gleichzeitig des historischen Stadtkerns, ist der Platz Richtung Norden (Franz-Josefs-Kai/Donaukanal) und Osten (Stubenring) außermittig gelegen. In der Platzmitte steht als zentrales Element der Stephansdom. Das südwestliche Eck des Stephansplatzes und das östliche Ende des stumpf einmündenden Grabens sowie das nördliche Ende der Kärntner Straße werden durch den Stock-im-Eisen-Platz, das nordöstliche Eck ist mit dem Beginn der Rotenturmstraße und der Brandstätte verbunden. Die westliche Ecke wird vom Beginn der Schulerstraße begrenzt, im Südosten mündet neben dem Erzbischöflichen Churhaus die Churhausgasse ein.
Der Stephansplatz liegt vor dem Haupteingang des Doms (Riesentor) auf einer Höhe von 14,6 m über dem Wiener Null, demnach auf 171,28 m ü. A. Er ist von der Rotenturmstraße (14,4 m) hin zum Stock-im-Eisen-Platz (15,1 m) leicht ansteigend, der höchste Punkt liegt an der Churhausgasse mit 15,4 m ü. W. N.

## Geschichte

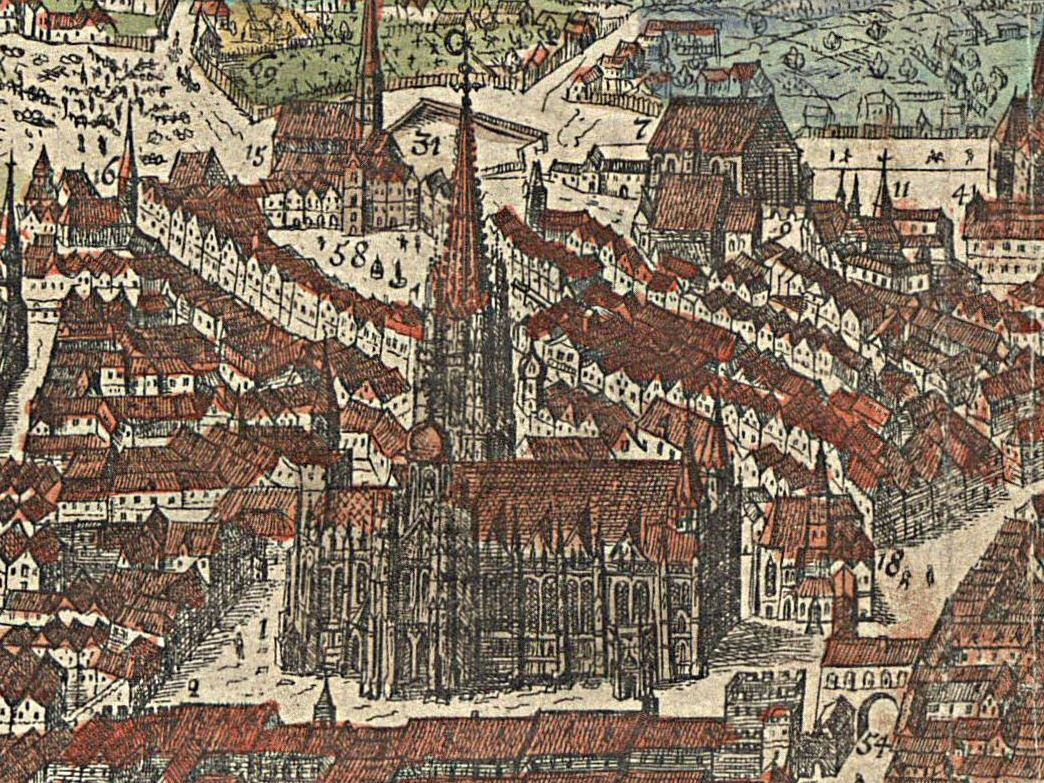
Stephansplatz, 1609. Zu erkennen sind die Magdalenenkapelle (rechts vom Stephansdom, Nr. 18) und der Heiltumstuhl (Nr. 54)

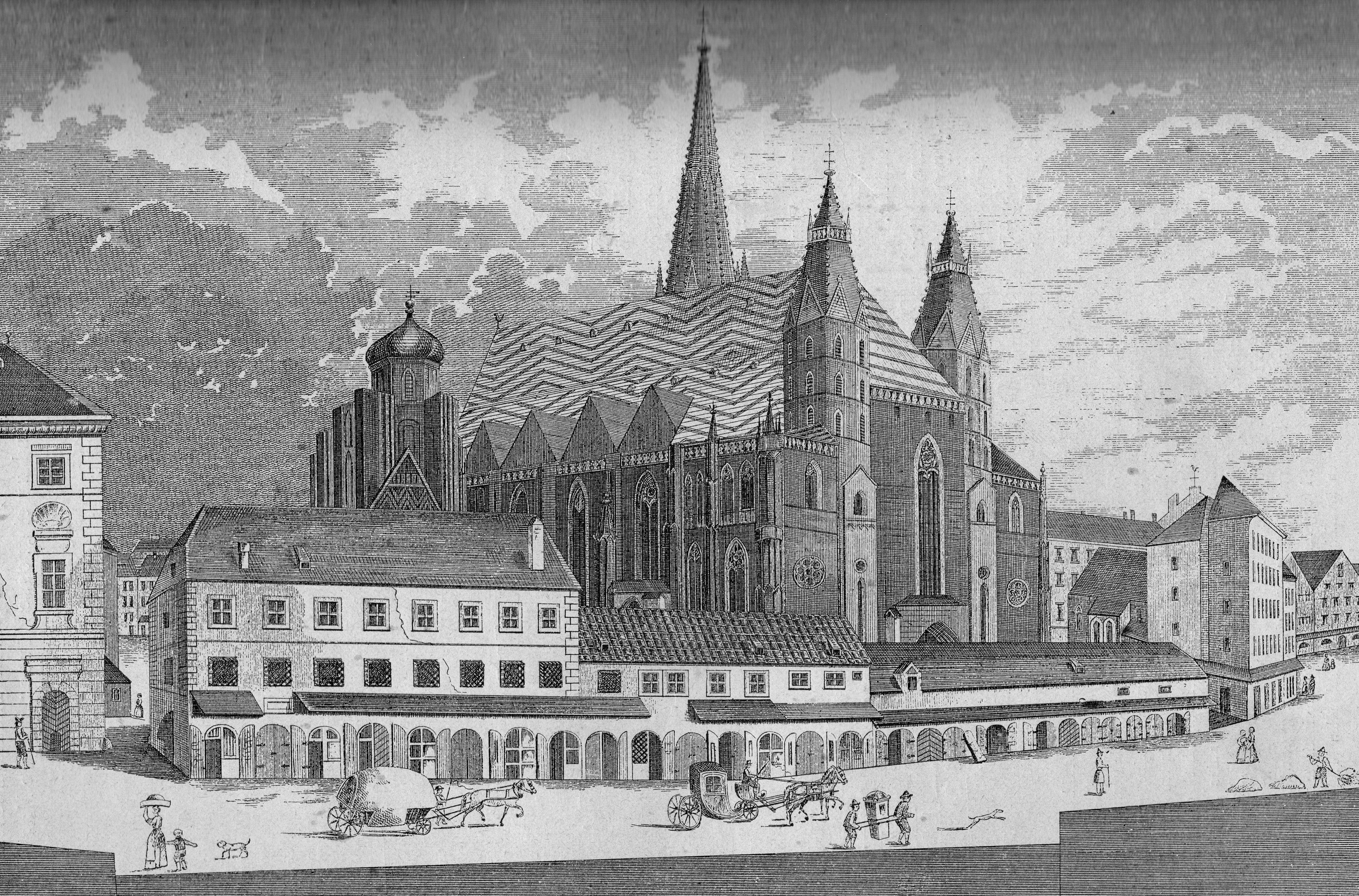
Das Leihbahr-, Messner- und Cantorhaus am Stephansplatz um 1780

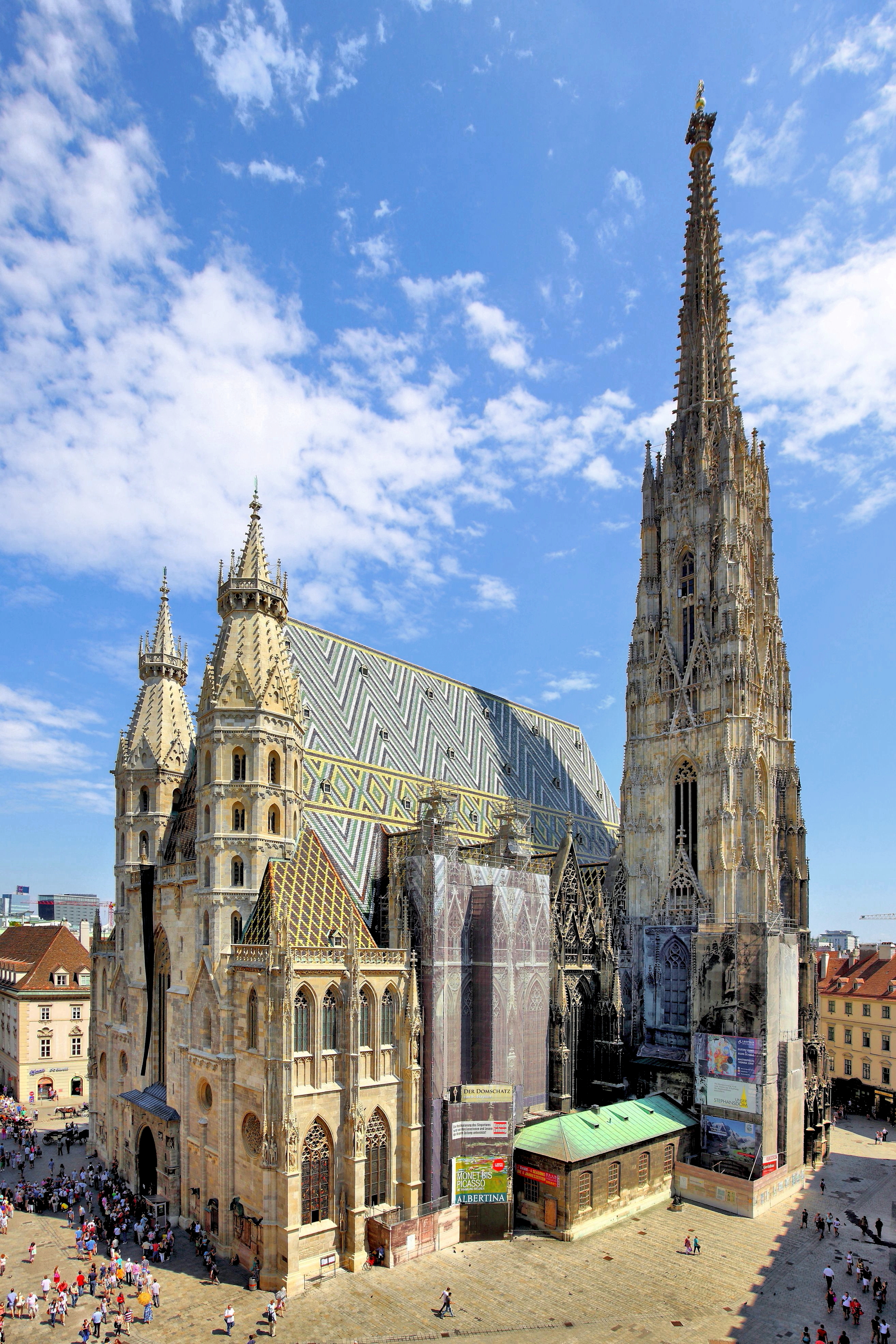
Der Stephansdom im Zentrum des Platzes

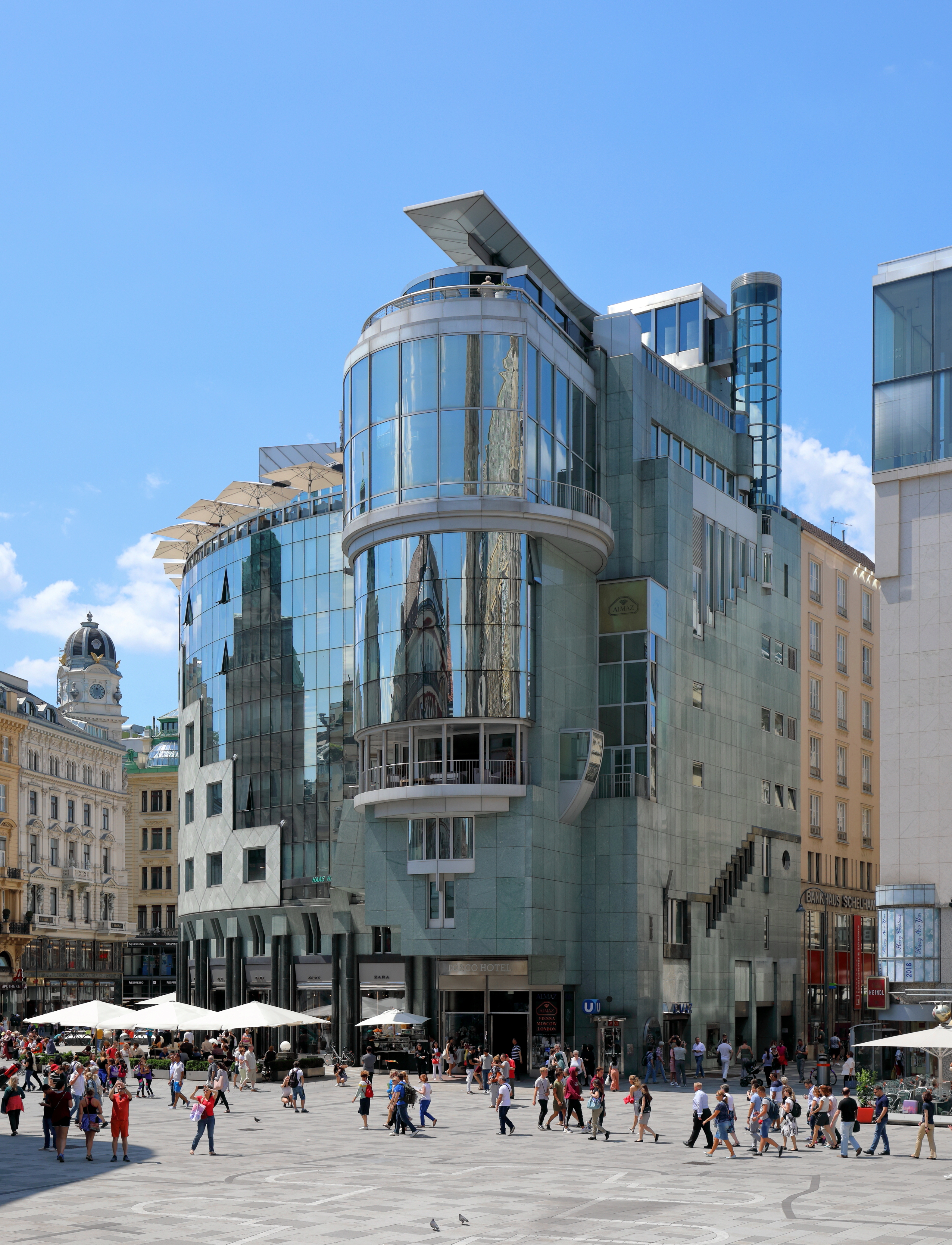
Das Haas-Haus, im Vordergrund die Umrisse der ehemaligen Magdalenenkapelle

Zu Beginn des Baus der späteren Domkirche im 12. Jahrhundert (Weihe 1147) lag der Kirchenbaugrund außerhalb der Wiener Stadtmauern. Erst mit der Stadterweiterung um 1200 gelangte St. Stephan in den Schutz der Ummauerung. Als Bebauung des Stephansplatzes im 13. Jahrhundert sind folgende Gebäude nachweisbar: ein Pfarrhof, erwähnt 1222; ein Haus des Protonotars, 1214; ein Haus des Kaplans, ab 1214; ein Haus im Besitz von Stift Zwettl 1228; Karner, 1227; ein Haus des Deutschen Ordens, 1222; ein Priesterhaus, bis 1309 nachweisbar; eine Schule, seit 1237 nachweisbar.
Die Kirche war damals von einem Friedhof umgeben. Sie und damit auch der Platz wurden um die Mitte des 13. Jahrhunderts von mehreren Stadtbränden in Mitleidenschaft gezogen. Anfang des 14. Jahrhunderts begann der Neubau des Chores (1304 bis 1340). Ab 1301 ist am Stephansplatz die Maria Magdalenenkapelle nachweisbar. Im 14. Jahrhundert wurde unter anderem der Füchselhof errichtet, im 15. Jahrhundert das Barleiherhaus und der Heiltumsstuhl aus 1483.
Trotz der permanenten Bautätigkeit am Dom war der Stephansplatz ein zentraler Ort der Kommunikation der Stadtbevölkerung, und zwar als Ort von Leichenbegängnissen, Prozessionen zu hohen Festtagen (Ostern, Pfingsten, Weihnachten und Allerheiligen), Passionsspielen, Schaustellungen, Märkten und wahrscheinlich auch Gerichtsprozessen. Der Friedhof war damals offenbar auch Platz für das Glücksspiel, davon zeugen Verbote durch den Landesfürsten.
Das mittelalterliche Aussehen des Platzes ist wegen der mit dem Dombau verknüpften zahlreichen Holzgestelle schwer zu rekonstruieren. Durch die Lage der Friedhofstore sowie die Positionierung der Kirchenportale lassen sich diese Wege rekonstruieren.
Als Zugang zum alten St.-Stephans-Freithof existierten im 15. Jahrhundert folgende Tore:
- das Messnertor · 1466
- das Leopolds- oder Schulertor
- das Stephans- oder Hüttentor
- das Zinnertor · 1466

Um 1500 waren Dom und Domplatz bereits als Zentrum der habsburgischen Residenz- und Festungsstadt etabliert. Das Grundstück, auf dem der Dom steht, gehört jedoch nicht zum Stephansplatz, sondern zum Vermögen des Doms selbst. Dieses Vermögen ist rechtlich selbständig (Fabrikgut). Eigentümer des um den Dom herum liegenden Stephansplatzes ist die Gemeinde Wien (öffentliches Gut: Straßen, Plätze usw.).
Aus dieser Funktion des Stephansplatzes als Zentrum Wiens ergaben sich in den folgenden Jahrhunderten zahlreiche Umgestaltungen, die im Wesentlichen aus Rücksichtnahme auf die Erfordernisse des Verkehrs und des Dienstleistungssektors erfolgten: So wurde 1699 der Heiltumsstuhl abgerissen, zu Ende des 18. Jahrhunderts die einstöckige Häuserzeile vor dem Riesentor beseitigt und 1732 der Friedhof aufgelassen. Die Magdalenenkapelle wurde am 12. September 1781 Opfer eines Brandes, die unter ihr gelegene Virgilkapelle erst 1973 beim Bau der U-Bahn wiederentdeckt. Zum Ende des 19. Jahrhunderts wurde der gesamte Platz und seine nähere Umgebung einer grundsätzlichen historistischen Umgestaltung mit Bebauungsverdichtung unterzogen. (Flächenabriss um die benachbarte Brandstätte, Rückversetzung der Baulinie am Stock-im-Eisen-Platz, Beseitigung Schmidlinsches Haus etc.). In diesem Zusammenhang wurde der Stephansplatz kurzfristig auch zu einem Zentrum des Einzelhandels, etwa mit dem Warenhaus Rothberger und dem zwischen dessen beiden Häuser gepressten Geschäftshaus von Anton Kranner. Ein weiterer Schub zentralisierender Entwicklung setzte nach den Zerstörungen am Ende des Zweiten Weltkrieges ein. Der Brand des Domes im April 1945 ging von Häusern des Stephansplatzes aus und griff auf einige andere über. Der Wiederaufbau erfolgte – nach städtebaulichem Wettbewerb 1946 – namentlich an der Westseite des Platzes in modernisierter und weiter verdichteter Form. Zu besonderen Diskussionen führte der Neubau des sogenannten Haas-Hauses nach 1945 und in den 1980er-Jahren. Dabei kam es aber insgesamt zu keiner Verstärkung der Einzelhandelsfunktion.
Nachdem die Wiener Stadtplanung um 1960, etwa in Roland Rainers Verkehrskonzept aus 1961, noch einer „exzessiven“ Förderung der Zentralität der Inneren Stadt und damit einem U-Bahn-Kreuz beim Stephansdom ablehnend gegenübergestanden war, kam es um die Mitte der 1960er-Jahre zu einem Umdenken. Ende September 1965 stellte der damalige Verkehrsstadtrat Kurt Heller den neuen Generalverkehrsplan für Wien vor, der eben jenes U-Bahn-Kreuz prominent vorsah. Seit dem 18. November 1978 ist der Stephansplatz durch die Radiallinie U1 der Wiener U-Bahn erschlossen, seit dem 6. April 1991 kreuzt sich diese Nord-Süd-Linie hier mit der Ost-West-Linie U3. Der Streckenabschnitt zwischen den Stationen Karlsplatz und Stephansplatz ist der meistfrequentierte des Wiener U-Bahn-Netzes. Als zentraler Knotenpunkt der U-Bahn und Fußgängerzone stellt der Stephansplatz heute das unbestrittene Zentrum der österreichischen Hauptstadt dar.
Der Fläche des Platzes wurde im Lauf der Jahre 2016 und 2017 komplett saniert, die Installationen erneuert und die Pflasterung neu gelegt. Dazu wurden 14 cm starke Granitplatten aus Schrems im Waldviertel verwendet. Das Ausmaß beträgt 10.500 Quadratmeter. Auch werden Leuchten in Maiglöckchenform montiert, damit wird der Stil, der 2008 und 2009 in Kärntner Straße und Graben eingeführt wurde einheitlich fortgesetzt.
Um den Dom selbst wurde bei der Neugestaltung 2017 ein Übergangsfries aus kleinteiligeren Steinen gelegt und die Flächen vor den Hauptzugängen zum Dom farblich abgehoben. Der Grundriss der ehemaligen Magdalenenkapelle, der davor mit breiten roten Steinen im Pflaster des Stephansplatzes nachgezeichnet worden war, ist nur mehr mit einer schmalen Linie von dunklen Steinen bezeichnet. An einigen Nischen an den Mauern des Doms wurde die Pflasterung etwas tiefer gelegt, um die dort befindlichen Kunstwerke und deren Sockel optisch in den ursprünglichen Proportionen besser zur Geltung zu bringen. An der Außenmauer der Magdalenenkapelle wurde noch ein Skelett einer jungen Frau aus dem 18. Jahrhundert gefunden, weitere bemerkenswerte archäologische Funde gab es bei der Neugestaltung des Platzes nicht.

### Curhaus am Stephansplatz 3 und 3a
Im Südwesten des Stephansplatzes steht das Curhaus (auch Churhaus oder Kurhaus genannt), hinten von der Singerstraße begrenzt. Es wurde 1738–1740 erbaut. Davor befand sich dort die nach der Weihe der Stephanskirche 1147 errichtete „Pfarrschule“. 1296 überließ Herzog Albrecht I. diese Stephansschule den Bürgern der Stadt Wien. Neben dieser spätmittelalterlichen Bürgerschule befand sich an dieser Stelle auch die Dombauhütte von St. Stephan. Im 16. Jh. übernahmen die Jesuiten die Schule und verlegten sie, danach wurde das Haus von der Diözese verwendet.
Bei beiden Türen ist das Kardinalswappen von Graf Kollonitsch angebracht. Über den beiden Portalen befinden sich allegorische Figuren; diese stellen die vier theologischen Disziplinen Kasuistik, Liturgik, Kirchengeschichte und Bibelkunde dar.
Der Hof von Stephansplatz 3 wurde zu einem Vortragssaal umgewandelt (genannt „Stephanisaal“). Der 3. Stock ist einer der Standorte der Kirchlichen Pädagogischen Hochschule Wien/Krems, der Sitz der Theologischen Kurse und der Akademie am Dom. Im 4. Stock ist das „Erzbischöfliche Amt für Unterricht und Erziehung“.
Auch das Churhaus bildet ein selbständiges Vermögen: Das Chur- und Chorhaus zu St. Stefan. Ein Drittel davon gehört zum Vermögen des Stephansdoms, die zwei anderen Drittel gehören der „Erzbischöflichen Chur in Wien“ und der Erzdiözese Wien.

### Bischofshof am Stephansplatz 7
Der Bischofshof, seit 1723 Erzbischöfliches Palais genannt, im Norden des Stephansplatzes gelegen, hat Fassaden zum Stephansplatz, zur Rotenturmstraße sowie zur Wollzeile.